# Ella van Heemstra
Ella barones van Heemstra (Velp, Gelderland, 12 juni 1900 – Tolochenaz, Zwitserland , 26 augustus 1984) was een telg uit de Friese adellijke familie Van Heemstra en de moeder van actrice Audrey Hepburn. Na haar huwelijk met Joseph Victor Anthony Ruston werd ze Brits staatsburger.

## Persoonlijk leven
Van Heemstra was twee keer getrouwd en gescheiden en had drie kinderen. Van Heemstra had uit het eerste huwelijk twee zonen, die beiden in Nederlands-Indië waren geboren:
- jonkheer Arnoud Robert Alexander (Alexander) Quarles van Ufford (1920-1979)
- jonkheer Ian Edgar Bruce (Ian) Quarles van Ufford (1924-2010).

Van Heemstra hertrouwde op 24 september 1926 te Batavia met de Britse bankier Joseph Victor Anthony Ruston, die later zijn achternaam wijzigde in Hepburn-Ruston. Ze scheidden op 24 juni 1939 en kregen één dochter:
- Audrey Kathleen van Heemstra Ruston (1929 - 1993), beter bekend als Audrey Hepburn.

## Biografie
Ella van Heemstra was een Nederlandse barones en de derde van vijf dochters van Aarnoud baron van Heemstra en Elbrig Willemine Henriette barones van Asbeck (1873-1939), een kleindochter van graaf Dirk van Hogendorp (1797-1845); zij had één broer. Haar jeugd bracht zij met haar familie bij haar grootouders door op Huis Doorn. 
Van Heemstra huwde, 19 jaar oud, in 1920 met jonkheer Hendrik Gustaaf Adolf Quarles van Ufford in Oosterbeek. Na het huwelijk vertrok het paar naar Nederlands-Indië om daar een leven op te bouwen. Het huwelijk strandde en de scheiding volgde in 1925.

### Nazisympathieën
Na haar tweede huwelijk in 1926 met Joseph Victor Anthony Ruston verlieten zij in 1929 Nederlands-Indië en vestigden zich in het Belgische Elsene, waar zij in mei van dat jaar beviel van haar dochter Audrey. Van Heemstra was een vroege aanhanger van Adolf Hitler en zijn naziregime en schreef verschillende artikelen waarin zij de fascistische leider prees. Enkele jaren later vestigden zij zich in Londen waar beiden zich aansloten bij de partij van de Britse nationaalsocialistische volgeling van Adolf Hitler, Oswald Mosley.

#### Ontmoeting met Hitler
Haar beide zoons en dochtertje had zij achtergelaten bij haar ouders in Oosterbeek, zodat zij en haar echtgenoot zich konden concentreren op het verspreiden van de boodschap van Hitler. Van Heemstra werd actief in de partij door artikelen te schrijven voor het partijblad, The Blackshirt. Van Heemstra sprak behalve Engels ook vloeiend Duits. In 1935 werd zij uitgenodigd op de Reichsparteitag der Freiheit van de NSDAP in het Braunes Haus in München, waar zij Hitler persoonlijk ontmoette. Doordat hij op haar grote indruk had gemaakt, zette zij zich vol overgave in om het gedachtegoed van Hitler in het Verenigd Koninkrijk via het partijblad te propageren. Na deze reis door nazi-Duitsland keerden ze terug naar Oosterbeek om de kinderen op te halen, maar terug in België, ontstond een zodanige ruzie tussen Ruston en Van Heemstra, dat Ruston naar Londen vertrok en Van Heemstra vertwijfeld met de kinderen achterbleef. Na enige tijd liet Ruston in 1935 weten zijn dochter een Engelse opvoeding te laten geven aan een privéschool in het plattelandsplaatsje Elham in Kent, waarmee Van Heemstra instemde. Haar beide zoons bracht zij onder bij familie in Den Haag. Zij verbleef enige tijd in Elham in een woning tegenover de woning waar haar dochter was ondergebracht.
In 1939 werd het huwelijk van Van Heemstra met Ruston in Den Haag ontbonden. Ruston was ondertussen een volleerd spion voor Duitsland geworden en toen hij aanwijzingen had, dat de Britse geheime dienst hem in de gaten hield, dook hij onder.

#### Tijdens de oorlog
In 1939 verklaarde Groot-Brittannië na de inval van Hitler in Polen, Duitsland de oorlog. Door de oorlogsdreiging wilde Van Heemstra Audrey naar het door haar geachte 'neutraal' blijvende Nederland overbrengen en regelde voor haar een Nederlandse verblijfsvergunning. Zij haalde Audrey op van vliegveld Schiphol en vestigde zich met haar in Arnhem in een daar gehuurd appartement. Zij koesterde nog steeds Duitse sympathieën, maar omdat zij ook haar Nederlandse afkomst niet wilde verloochenen, wijzigde zij de naam Audrey, wat te Engels klonk, in Edda. Ondertussen ging zij in het reeds door Duitsland bezette Nederland om met hoge Duitse officieren. Zij zette zich volop in voor de carrière van haar dochter, die blijk had gegeven van een grote belangstelling voor haar activiteiten als beschermvrouwe van het Arnhemsch Strijkkwartet (onderdeel van de Arnhemsche Orkest Vereeniging (AOV)) en het bestuurslid zijn van de Muziekschool, waar Audrey een balletopleiding ging volgen.

#### Inkeer
Het jaar 1942 was het keerpunt voor haar, want nadat in dat jaar haar zwager Otto graaf van Limburg Stirum als Todeskandidat door de bezetter gevangen werd genomen en later werd geëxecuteerd, zag Van Heemstra in dat zij zich op het verkeerde pad had begeven en kwam tot inkeer. Zij legde haar functie van beschermvrouwe neer, omdat ze zich niet kon vereenzelvigen met toenemende sympathieën voor de nieuwe orde binnen de AOV, nadat bleek dat de Joodse muzikanten waren ontslagen. Twee jaar later stapte zij samen met haar medebestuursleden van de Muziekschool op, vanwege toenemende inmenging van de Nederlandsche Kultuurkamer. Ook stopte zij met haar werk in de keuken van het Diakonessenhuis, het ziekenhuis in Arnhem waar veel gewonde Duitse militairen werden verzorgd. Ze hielp voortaan het Nederlandse verzet.
Om de kosten voor de dansschoolopleiding van haar dochter te kunnen betalen, nam zij een baan aan bij meubelfabrikant Pander in Den Haag, totdat bleek dat actief NSB-lid Henk Pander in Rijswijk zweefvliegtuigen ging bouwen voor de Duitsers. Nadat zij erachter kwam dat zij in de plaatselijke verzetskrant, de 'Oranjekrant' werd genoemd in de daarin gepubliceerde lijst met 'onbetrouwbare mensen', vertrok zij van het appartement in Arnhem en nam met haar dochter tot aan het eind van de oorlog intrek bij haar ouders in Velp in villa Beukenhof. De familie Van Heemstra voorzag een in de kelder van villa Beukenhof ondergedoken en gehavende Britse militair van voedsel, inclusief de op dat moment 36 ondergebrachte ontheemde vluchtelingen uit het gebombardeerde Arnhem.
 Ella maakte samen met haar dochter verbanden van oude kleding en gebruikte verbanden kookten zij uit, voor hergebruik in tot hospitaal ingerichte scholen.
Voorts namen zij deel aan clandestien georganiseerde culturele ‘zwarte avonden’, waarbij geld voor het verzet werd ingezameld. Daarbij maakte Van Heemstra toneelkostuums en Hepburn gaf dansvoorstellingen.

### Na de oorlog
Na de bevrijding werkte Van Heemstra samen met Hepburn enige tijd als vrijwilligster in een Arnhems ziekenhuis, om daar gewonde militairen te verzorgen.
In november 1945 vertrok zij met Hepburn naar Amsterdam, waar zij bij een welgestelde familie in de huishouding werkte, om de danslessen van haar dochter te kunnen betalen, want zij was verarmd uit de oorlog gekomen. Later volgde zij eerst een 'opleiding bestemd voor vrouwen van betere afkomst' en verrichtte zij vervolgens huid- en gezichtsbehandelingen bij een schoonheidssalon in de P.C. Hooftstraat.
Het Bijzonder Gerechtshof (Amsterdam) ondervroeg haar vanwege haar voormalige sympathieën voor de nazi's, maar ze werd vrijgesproken.
In 1947 vertrok zij naar Den Haag en Hepburn trok tot 1948 in bij haar danslerares. In 1948 vertrokken moeder en dochter naar Londen voor de verdere dansopleiding van Hepburn. Hier wijzigde Van Heemstra hun beider achternaam in Hepburn. 
In de vroege 60-er jaren woonde ze in Los Angeles met haar vriend Leonard Gershe en later in San Francisco, waar ze vrijwilligerswerk deed voor Amerikaanse soldaten die geestelijk of lichamelijk gewond terugkwamen uit oorlogsgebieden in Vietnam. In Los Angeles had zij vrienden als George Cukor, Mildred Knopf (vrouw van Edwin H. Knopf) en Veronique Peck.

### Overlijden
Van Heemstra bracht de rest van haar leven door in het huis van haar dochter in het Zwitserse Tolochenaz, waar ze in 1984 overleed. Audrey begeleidde het lichaam van haar moeder naar Nederland voor de begrafenis. Ze werd begraven op de Oude Begraafplaats op de vroegere grond van Huis Doorn.

## Toneel
Dat Ella ernaar verlangde om op het toneel te staan, komt tot uiting in verschillende keren dat zij een voordracht hield, zoals eind 1939, toen zij in de Arnhemse Stadsschouwburg drie zelfgeschreven persoonlijke gedichten voordroeg, waaronder dat over een moeder, wier dochtertje naar een kostschool gaat. Een ander voorbeeld is een recensie uit dagblad De Telegraaf, waarin werd gesteld dat 'haar hunkering naar succes als actrice nu (1954) door haar dochter wordt bevredigd'.

## Vertaalster
Zij maakte een vrije bewerking van de romantische novelle Green Mansions: A Romance of the Tropical Forest (1904) van de Engelse schrijver William Henri Hudson, en dat onder de titel Rima, kind van de wildernis in 1959 verscheen. Haar dochter Audrey Hepburn (als Rima) en Anthony Perkins (als Abel) speelden de hoofdrollen in de door Mel Ferrer geregisseerde film Green Mansions die in 1959 uitkwam. De titel van het Nederlandse boek werd in 1970 in het Engels vertaald als Rima the Jungle Girl voor een stripboek met hetzelfde verhaal en dat werd uitgegeven door de Amerikaanse uitgeverij DC Comics.

## Onderscheiding
Ella van Heemstra werd op 7 september 1971 door koningin Elizabeth II van het Verenigd Koninkrijk benoemd tot Dame in de orde van Saint John (DStJ).

## Film
Van Heemstra had een kleine rol als eigenares van een koffieschenkerij in de film Funny Face (1957), waarin haar dochter de hoofdrol speelde.